# Giuliano Bignasca
Giuliano Bignasca, detto Nano (Sonvico, 10 aprile 1945 – Canobbio, 7 marzo 2013) è stato un politico e imprenditore svizzero del Canton Ticino.

## Biografia
Nato a Sonvico il 10 aprile 1945, all'epoca un comune autonomo (oggi un quartiere di Lugano), scalpellino di formazione e, in gioventù, calciatore (nell'FC Lugano) in serie A svizzera, diresse con il fratello Attilio un'impresa di costruzioni (la A+G Bignasca di Lugano) e presiedette il consiglio di amministrazione di alcune società. Nel 1989 e nel 1993 venne condannato per detenzione di sostanze stupefacenti.
Nel gennaio 1991 fondò il partito della Lega dei Ticinesi, con un richiamo esplicito alla Lega Lombarda-Lega Nord di Umberto Bossi in Italia.
Venne eletto consigliere nazionale nel 1995 e dal 1999 al 2003 nella Camera bassa del Parlamento elvetico; dal 2000 fino al 2013 fu consigliere municipale a Lugano. Nel 1995, fu promotore della candidatura al Gran Consiglio del Ticino della pornoattrice Sandy Balestra, successivamente eletta.
Paladino della lotta - a suo dire - alla sempre più massiccia presenza di frontalieri italiani in Ticino, nel 1993 venne condannato dalla Corte di Lugano per aver impiegato una dozzina di operai jugoslavi senza permesso di lavoro. Nel 1990 creò, insieme con Flavio Maspoli, il domenicale a distribuzione gratuita Il Mattino della Domenica, nel quale scriveva articoli argomentando con stile graffiante e privo di eufemismi, ed a volte esprimendosi sopra le righe, temi quali l'opposizione all'ingresso della Svizzera nell'Unione europea, la richiesta di precedenza ai residenti in Ticino nell'assegnazione dei posti di lavoro, la necessità del mantenimento dell'autonomia dei Cantoni e altri. Al settimanale si affiancò, a partire dall'ottobre 2007, il quotidiano su Internet MattinOnline.ch.
Fece scalpore coi suoi modi con la prima pagina "Troppi neri in nazionale", riferendosi ai giocatori della Nazionale svizzera di calcio. Istituì, provocatoriamente, una taglia sui radar per il controllo della velocità dicendo di pagare 500 franchi per ogni scatola di radar e 1500 per l'intero apparecchio. Per questo motivo fu condannato per "pubblica istigazione alla violenza e ingiuria" dal tribunale distrettuale di Bellinzona. In televisione tendeva a esprimersi senza mezzi termini. Bignasca fece parlare di sé anche in Italia quando, nel 2005, invitò il capo della Lega Nord Padania Umberto Bossi a tenere un comizio a Lugano, nell'ultima dimora del federalista lombardo risorgimentale Carlo Cattaneo.
Nello stesso anno sostenne la nascita del gruppo del Movimento dei Giovani Leghisti, formazione giovanile all'interno del movimento. Nell'ottobre 2006 il gruppo stipulò un gemellaggio con il Movimento Giovani Padani della Provincia di Lecco, movimento giovanile della Lega Nord, guidato dal mandellese Giovanni Pasquini, vicecoordinatore locale. Alla firma dell'accordo erano presenti il granconsigliere ticinese Norman Gobbi ed il coordinatore federale MGP Paolo Grimoldi. Fra le iniziative comuni sorte a seguito dell'accordo internazionale, una petizione da presentare al consiglio di Stato di Bellinzona affinché nelle province lombarde vicine al confine svizzero si potesse tornare a ricevere la Televisione svizzera di lingua italiana (TSI) come già avveniva sino a metà degli anni novanta, senza l'uso del decoder.
Il 1º aprile 2007, grazie al sostegno della candidatura del consigliere di Stato Marco Borradori, la Lega ticinese si impose alle elezioni come secondo partito del cantone con il 19,68% dei consensi, ad una distanza di quasi il 2% circa rispetto al primo partito, il Partito Liberale Radicale. Venne anche eletto come membro del Gran Consiglio il figlio di Giuliano Bignasca, Boris. Il 21 ottobre 2007, in occasione delle consultazione federali, strappò un buon risultato per la Lega ottenendo il 12,6% dei consensi cantonali e la riconferma del seggio a Berna per il fratello Attilio.
Il 2 febbraio 2010 si incontrò di nuovo con Bossi a Lugano per parlare dello scudo fiscale, dei "fiscovelox" della Guardia di Finanza e per parlare del segreto bancario nell'economia ticinese e dell'Insubria. Alle elezioni cantonali del 2011, la Lega dei Ticinesi di Bignasca incrementò ancora i propri consensi. Con il 19,62% dei voti si confermò il secondo partito nel legislativo (dietro al PLR.I Liberali Radicali, con il 21,29% delle preferenze), ma - grazie alla alleanza elettorale con l'UDC - divenne il partito di maggioranza relativa nell'esecutivo cantonale (il Consiglio di Stato) con il 25,94% dei voti, superando, per la prima volta, il PLR.I Liberali Radicali (che ottiene il 21,99% dei consensi). Nello stesso anno fece scalpore la sua proposta di annettere la Lombardia settentrionale alla Svizzera.
Sempre nel 2011 si incontrò con l'ex ministro dell'Interno italiano Roberto Maroni a Lugano per discutere ancora di temi prettamente fiscali. Alla fine di agosto dello stesso anno si lanciò in una nuova impresa editoriale: in aperta critica al tabloid gratuito 20 Minuti, creato da TA media (potente gruppo editoriale della Svizzera tedesca), fondò il trisettimanale dal titolo 10 Minuti-10 Minüt, che distribuiva nelle stesse cassette del Mattino della Domenica. Il taglio giornalistico non si discostava significativamente dal fratello maggiore ed anche in questo caso non mancava di generare ampio dibattito e polemiche fra gli avversari politici della Lega.
Morì improvvisamente a Canobbio, un comune vicino a Lugano, all'età di 67 anni, il 7 marzo 2013 alle 8:30 del mattino. Il giorno dopo l'autopsia all'Istituto patologico di Locarno stabilì che la morte era avvenuta per cause naturali: Bignasca infatti soffriva da tempo di disturbi cardiocircolatori, tanto è vero che sulla stampa si parlò di possibili cause come aneurisma cerebrale o infarto.
I funerali si svolsero il 9 marzo 2013 con un corteo che partì dalla sede della Lega dei Ticinesi fino al cimitero di Lugano dove venne sepolto. Alla cerimonia parteciparono 5.000-6.000 persone, tra cui membri importanti della Lega Nord come Umberto Bossi, Roberto Maroni, Mario Borghezio, Francesco Speroni  e lo "Stato maggiore" della Lega dei Ticinesi con i consiglieri di stato Marco Borradori, Norman Gobbi e l'allora sindaco di Lugano Giorgio Giudici, il fratello Attilio e il figlio Boris.
Al funerale era presente anche l'esercito svizzero con le bandiere militari ticinesi e quelle delle Guardie di Confine svizzere, inoltre alcuni partecipanti sventolarono la bandiera dell'Insubria, l'antico Ducato di Milano.